# バトルトライスト
バトルトライスト（Battle Tryst）とは、1998年にコナミが稼動したアーケードの3D対戦格闘ゲーム。

## 概要
本作の1Pプレイでは「賞金額」という点数に代わる要素があり、この額の下3ケタ目の数字によって最終ボスになる隠しキャラクターが決定する。

## システム
八方向レバーでプレイヤーを移動させて、3つのボタン（パンチ、キック、ガード）で攻撃と防御を使い分ける。
CPU戦はステージクリア時の賞金（スコア）があり、試合の成績によって増減する。
ボスキャラクターは最終ステージ到達時に賞金額の下から3番目の数値によって変化する。

## 登場キャラクター

### 通常キャラクター
キカ・グリフォン
- 国籍：イギリス
- 年齢：21歳
- 身長：170cm
- 流派：マーシャルアーツ

主人公。失われた過去への手がかりを見つけるために格闘技大会『バトルトライスト』に参加した金髪の女性。
ヤマト・タケル
- 国籍：日本
- 年齢：18歳
- 身長：175cm
- 流派：琉球空手

琉球空手を使う日本人男性。
バイツ・マッキントッシュ
- 国籍：アメリカ
- 年齢：26歳
- 身長：185cm
- 流派：マーシャルアーツ

マーシャルアーツを使う銀髪の青年。腕を故障して引退し、知人の工場で働いていたが工場が倒産寸前になり、立て直すために参加。
ザンコク
- 国籍：不明
- 年齢：不明
- 身長：170cm
- 流派：黒真流忍術

日本刀を所持した覆面忍者。バトルトライストの運営のテレビ局が雇った。
ツァイ・ツァイ
- 国籍：アメリカ
- 年齢：16歳
- 身長：155cm
- 流派：長拳

拳法を使う中国系アメリカ人の少女。友人のオーディションについて来たつもりが間違って参加。
ゲーリー・ウィリアムス
- 国籍：カナダ
- 年齢：35歳
- 身長：190cm
- 流派：プロレスリング

プロレス技を使う辮髪の大男。ハリウッドで俳優になろうとしている。
ナジード・シー
- 国籍：アバロン
- 年齢：18歳
- 身長：160cm
- 流派：トンファを使った棒術

トンファーを所持した人造生命体の女性。素肌にチョッキとローレグの長ズボンを着用している。

### 隠しキャラクター
タイムリリースで使用可能。
キタジマ
- 国籍：不明
- 年齢：不明
- 身長：200cm
- 流派：独自戦法

フランケンシュタインの怪物に似た風貌の長身の男。最終ボスとしての登場確立が最も高いキャラクター。
アレックス
- 国籍：アメリカ
- 年齢：18歳
- 身長：175cm
- 流派：琉球空手

タケルの同門だったアメリカ人男性。
エレイン・シー
- 国籍：アバロン
- 年齢：18歳
- 身長：160cm
- 流派：トンファを使った棒術

同社の『ガイアポリス』からの出演。
パステル
- 国籍：ドンブリ島
- 年齢：14歳
- 身長：150cm
- 流派：新体操＋格闘ゲーム

同社の『ツインビー』シリーズからの出演。本作では両手にボクシンググローブを装着している。

## 声優
エンディングのキャストロールより。役名表記はなし。
青二プロダクション
稲田徹、小野坂昌也、大本眞基子、風間信彦、私市淳、前田ちあき、柳瀬なつみ
アーツビジョン
椎名へきる
SHEPARD CO.LTD
アリソン・レスター、ダグラス・キリク、ミカエル・ノイシュタット

## スタッフ
- キャラクターデザイン：Shuzilow.HA
- エンディング絵コンテ:押井守
- BGM作曲・編曲:田辺裕詞